# 小草坝镇
小草坝镇，是中华人民共和国云南省昭通市彝良县下辖的一个乡镇级行政单位。
2012年8月30日，云南省人民政府批复同意撤销小草坝乡，设立小草坝镇。

## 行政区划
小草坝镇下辖以下地区：
小草坝村、金竹村、大桥村、大雄村、小雄马村和三道村。